# Lego Loco
LEGO Loco é um jogo de computador lançado em 1998, desenvolvido pela Intelligent Games e distribuído pela LEGO Media, para a plataforma PC.
Baseado no tema "LEGO Train", permite a criação de uma extensa rede de ferrovias e edifícios, assim como o controle de minifigs de habitantes e animais que surgem dos edifícios construídos. Foi lançado com uma série promocional limitada do conjunto 2585-1.

## Características
- Faixa etária: 3+
- Número máximo de jogadores: Multiple Via Network
- Jogável em rede: Sim
- Gênero: Simulação
- Desenvolvedor: Intelligent Games
- Editor: LEGO Media